# Lijst van stripauteurs
Deze lijst van stripauteurs bevat de namen (pseudoniemen) van zowel schrijvers (s) als tekenaars (t), alsmede van degenen die beide vakken uitoefenen (s+t).

## A
- Philippe Adamov, De wind der goden
- Sytse S. Algera, De Vries
- Oskar Andersson
- Andreas - Rork, Capricornus, Arq
- Ange - De Orde van de Drakenridders
- Scotch Arleston (s) - Lanfeust van Troy
- Auclair - Simon van de rivier

## B
- Henk Backer
- Harry Balm (t) - Duckwacht, Donald Duck
- Barasui - Strawberry marshmallow
- Carl Barks (s+t) - Donald Duck
- Barly Baruti
- Ted Benoit - De nieuwe reeks van Blake en Mortimer
- Berck - Sammy
- Dave Berg - The Lighter Side Of...
- Jordi Bernet (t) - Torpedo, Jonah Hex, Klaartje bij nacht
- Karel Biddeloo - De Rode Ridder
- Enki Bilal - Nikopoltrilogie, Er was eens een voorbijganger
- Eelke de Blouw - Evert Kwok
- François Bourgeon - De kinderen van de wind, De gezellen van de schemering,  Cyclus van Cyann
- Franco Bonvicini - Nick Carter
- Theo van den Boogaard (s+t) - Sjef van Oekel, Joost mag het weten, Ans en Hans Krijgen De Kans
- Jan Bosschaert (t) - Pest In 't Paleis, Sam (strip), De Geverniste Vernepelingskes, Jaguar
- Tom Bouden - Paniek in Stripland
- Dan Brereton - Nocturnals, Giantkiller
- Claire Bretécher - De Gefrustreerden
- Dick Briel - Professor Palmboom
- Jeff Broeckx - Bessy
- Jean-Marie Brouyère - Archie Cash, Aymone
- Dik Bruynesteyn - Appie Happie
- Philippe Buchet (t) - Konvooi
- Bert Bus - Olaf Noord, Lance Barton
- Buth - Thomas Pips
- Hans Buying - Faust, Comic House

## C
- Al Capp (s) (t) - Lil' Abner
- Charel Cambré - Suske en Wiske
- Raoul Cauvin (s) Robbedoes en Kwabbernoot, G. Raf Zerk, De Blauwbloezen, Vrouwen in 't Wit
- Caza (s+t) - Scènes de la vie de banlieue, Monde d'Arkadi, Arkhê, Laïlah
- Yves Chaland - Freddy Lombard
- Jean-Michel Charlier - Buck Danny
- Pierre Christin- Er was eens een voorbijganger
- Ernie Colón (t) - The 9/11 Report: A Graphic Adaptation, Anne Frank: The Anne Frank House Authorized Graphic Biography
- Conz (Constantijn Van Cauwenberghe) - De Tweede Kus
- Richard Corben - Bat Out of Hell
- François Craenhals - Pom en Teddy, De 4 helden en De Koene Ridder
- Willy Croezen - Archetypisch, Antarctica on the Rocks
- Luc Cromheecke - Roboboy
- Robert Crumb - Fritz the Cat, Mr. Natural
- William van Cutsem (t) - XIII
- Paul Cuvelier - Epoxy (strip), Corentin

## D
- Dany - Roze Bottel, Rooie Oortjes
- Jim Davis - Garfield, U.S. Acres
- Bob de Groot - Robin Hoed, Leonardo
- Paul Deliège - Jaap (stripreeks)
- Guido De Maria - Nick Carter (stripreeks)
- Bob De Moor - Cori, de scheepsjongen, Barelli, Nonkel Zigomar, Snoe en Snolleke
- Yvan Delporte (s) - Guust, Bollie en Billie
- Renaud Denauw - Aymone, Jessica Blandy
- Christian Denayer - Alain Chevallier, Wayne Shelton, De Brokkenmakers
- Derib - Buddy Longway, Yakari
- Geert De Sutter - De 6 en de zilveren lepel
- Phiny Dick  - Olle Kapoen
- Jan van Die (s) - Sjors en Sjimmie
- Rudolph Dirks - The Katzenjammer Kids
- Steve Ditko - Spider-Man
- Keno Don Rosa - Dagobert Duck, Donald Duck
- Guido van Driel - Vis Aan De Wand, Mijnheer Servelaat Neemt Vakantie, Toen We Van De Duitsers Verloren
- Toon van Driel -  F.C. Knudde, De Stamgasten
- A.P. Duchâteau  - Rik Ringers
- Kim Duchateau - Esther Verkest
- Jean Dufaux - Jessica Blandy, De Aasgieren
- Jean Dulieu  - Paulus de Boskabouter
- Saul Dunn (s)  - Storm
- Dupa - Dommel
- Steven Dupré - Coma, Wolf, Sarah & Robin
- Jan Duursema (t)  - Star Wars, Batman, Spider-Man
- Yves Duval (s) - Rataplan, Johnny Goodbye

## E
- Kevin Eastman - Teenage Mutant Ninja Turtles
- Will Eisner - The Spirit, A Contract With God
- Warren Ellis - Transmetropolitan
- Garth Ennis -Hellblazer, Preacher
- Serge Ernst - De Zappers
- Tjarko Evenboer - Evert Kwok

## F
- Glenn Fabry - Hellblazer, Preacher
- Flip Fermin (t) - Robur, Katoen en Pinbal
- René Follet - Steven Severijn
- Hal Foster - Prins Valiant, Tarzan
- Jean-Claude Fournier - Robbedoes en Kwabbernoot
- Philippe Francq (s+t) - Largo Winch
- André Franquin  - Guust, Zwartkijken, Robbedoes en Kwabbernoot, Ton en Tineke
- Fred - Philémon
- Fred Funcken - Harald de Viking, De avonturen van een dappere ridder
- Jeroen Funke

## G
- André Geerts - Jojo
- Paul Geerts - Suske en Wiske
- Jonas Geirnaert (s+t)  - Kabouter Wesley
- Han van Gelder - De avonturen van Ditto
- Philippe Geluck - De Kat
- Andy Genen
- Juan Giménez - De Metabaronnen
- Jean Giraud - Blueberry
- Gleever (Gerard Leever) - Oktoknopie
- Christian Godard - Maarten Milaan, Axel Moonshine
- Floor de Goede - Do You Know Flo?
- René Goscinny (s) - Asterix, Lucky Luke, Hoempa Pa
- Kelvin Gosnell - Storm (strip)
- Marcel Gotlib - Lobbes, Hamster Jovial
- Francine Graton (s) - De Labourdets
- Jean Graton  - Michel Vaillant
- Greg - Olivier Blunder
- Mars Gremmen - Trix, Ze is van mij!, De red@ctie
- Matt Groening  - Life in Hell, The Simpsons
- Henk Groeneveld - Opa
- Sander Gulien (t)  - Donald Duck
- Gummbah

## H
- Tejo Haas - Toonaangevend
- Jan van Haasteren (s+t) - Baron van Tast
- Pink Hanamori  - Pichi Pichi pitch
- Marc Hardy (t) - G. Raf Zerk
- Eelco Martinus ten Harmsen van der Beek - Flipje
- Johnny Hart - B.C., The Wizard of Id
- Maaike Hartjes - Maaike's Dagboekje
- Lo Hartog van Banda - De Argonautjes, Grote Pyr, Ambrosius, Baron van Tast
- Margreet de Heer - Filosofie in beeld.
- Don Heck - Iron Man (stripfiguur), De Vergelders
- Mark Hendriks - Hong Kong Love Story
- Dick Heins - 40 hours
- Hergé (s+t) - De avonturen van Kuifje, De guitenstreken van Kwik en Flupke, Jo, Suus en Jokko
- Hermann - Jeremiah, Comanche (stripreeks)
- Herr Seele - Cowboy Henk
- George Herriman  - Krazy Kat
- Christian Hincker (Blutch)
- Bernard Hislaire (Yslaire) - Samber, XXciel.com
- Pieter Hogenbirk - Hes
- Gerrie Hondius - Ansje Tweedehandsje, Ik ben God
- William van Horn - Disney
- Koos van der Horst Jr. (J. van der Horst Jr.) - Janus Karmijn
- Victor Hubinon - Buck Danny
- Hubuc (Roger Copuse) - Chlorophyl
- Hupet (Peter Hulpusch) - Dabbo, Dokter Dolman
- Yves H. (Yves Huppen) - Schemerwoude

## I
- Francisco Ibáñez - Paling en Ko
- Sekihiko Inui  - Comic party

## J
- Edgar P. Jacobs  - Blake en Mortimer
- Sid Jacobson (s) - The 9/11 Report: A Graphic Adaptation, Anne Frank: The Anne Frank House Authorized Graphic Biography)
- Gerrit de Jager - De familie Doorzon, Roel en zijn beestenboel
- Janry  - Robbedoes en Kwabbernoot, De Kleine Robbe
- Daniël Jansens (s) - Bessy, Bakelandt
- Klaus Janson - Daredevil (superheld), Batman
- Jeroen Janssen - Graphic novels over Doel
- Jidéhem - Sophie
- Jijé (Joseph Gillain) - Robbedoes en Kwabbernoot, Blondie en Blinkie, Jerry Spring
- Daan Jippes - Disney, Bernard Voorzichtig
- Alejandro Jodorowsky - De Metabaronnen
- Jo-El Azara (Joseph Loeckx) - Taka Takata
- Aimée de Jongh - Snippers, Dagen van zand
- Henk ’t Jong - Titus, Rhodekijn en Zijderick, Willem Peper
- Frank Jonker - Puck, Luuk en Lotte, Hell
- André Juillard - De zeven levens van de sperwer, De nieuwe reeks van Blake en Mortimer
- Fred Julsing - Ukkie
- Patrick Jusseaume - Tramp

## K
- Kamagurka - Bert en Bobje, Cowboy Henk
- Bob Kane - Batman
- Walt Kelly - Pogo
- Kiko - Foufi
- Geert Kinnaert - Jacques Vermeire
- Jack Kirby - The Incredible Hulk
- Patty Klein (s)  -Noortje
- Peter Koch  - Dijkman, Koekenbakkers
- Hanco Kolk  - Cor Daad, Gilles de Geus, S1ngle
- Hein de Kort - Pardon Lul
- Hans G. Kresse (s+t)  - Eric de Noorman, Erwin de Noorman
- Erik Kriek - Gutsman
- Robert van der Kroft (t)  - Sjors en Sjimmie, Claire
- Andrea Kruis - Vijftien en een ½
- Jan Kruis  - Jan, Jans en de kinderen
- Pieter Kuhn - Kapitein Rob
- Henk Kuijpers - Franka
- Paul Kusters - Toos & Henk, Babs & Beer
- De Kuyssche - De Smurfen

## L
- Mathijs Lagerberg  - Jurre & Sip
- Peter Laird  - Teenage Mutant Ninja Turtles
- Willy Lambil  - Arme Lampil
- Yuri Landman - Het verdiende loon
- Don Lawrence  - Storm, Opkomst en ondergang van het keizerrijk Trigië
- Lectrr - Lars
- Stan Lee - Spider-Man, Fantastic Four, de Hulk & X-Men
- Hec Leemans  - Bakelandt, F.C. De Kampioenen
- Roger Leiner - De Superjhemp
- Gerard Leever  - Suus & Sas, Oktoknopie, Het Felix Flux museum
- Marc Legendre - Biebel, Kas Sam
- Roger Leloup - Yoko Tsuno
- Léo -  Aldebaran, Betelgeuze, Trent, Kenia
- Lax - De verlichte markiezin, De kraai
- Larry Lieber - Henry Pym, Iron Man, Thor (Marvel)
- Willy Linthout (t) - Urbanus, Het jaar van de olifant
- Martin Lodewijk - Agent 327 en schrijver van Storm, de Rode Ridder en January Jones
- Willy Lohmann - Kraaienhove
- Olivier Ledroit - Requiem de Vampierridder, Kronieken van de Zwarte Maan

## M
- Raymond Macherot  - Chlorophyl, Snoesje, Clifton
- Enrico Marini - Gipsy, De Schorpioen, De adelaars van Rome
- Jacques Martin  - Alex
- Marvano - De eeuwige oorlog, Dallas Barr, Een nieuw begin
- Pat Masioni
- Dick Matena (s+t) - Storm, De Argonautjes
- Ronny Matton (s) - Bezette Stad
- Lorenzo Mattotti - Feux, Caboto, Stigmata
- Bob Mau  - Kari Lente
- Alfred Mazure  - Dick Bos
- Georges Mazure  - Spot Morton
- Winsor McCay - Little Nemo in Slumberland
- Patrick McDonnell - Mutts
- Todd McFarlane - Spawn
- George McManus - Bringing Up Father
- Ever Meulen - Piet Peuk, Balthazar de Groene Steenvreter
- Merho - De Kiekeboes
- Félix Mersch - De Menn an de Benn
- David Messina (t) - Star Trek: Countdown
- Jean-Claude Mézières - Ravian
- Papa Mfumu'eto
- Mike Mignola - Hellboy
- Frank Miller  - Sin City
- Mitacq  - De Beverpatroelje
- Moebius - Arzach, L' Incal
- Romano Molenaar - Storm
- François-Xavier Mongo Awaï Sisé of Mongo Sisé - Mata Mata et Pili Pili, Bingo
- Roland Moonen - Sgt. Benbo
- Alan Moore  - From Hell, V for Vendetta
- Víctor Mora - El Capitán Trueno
- Kotaro Mori  - Stray Little Devil
- Luc Morjaeu  - Biep en Zwiep, Suske en Wiske
- Morris (Maurice de Bevere)  - Lucky Luke, Rataplan
- Jesse van Muylwijck - De rechter
- Pat Mills  - Requiem de Vampierridder, Sláine en ABC Warriors

## N
- Johan de Neef - TOO
- Michael Netzer - Ms. Mystic
- Rik van Niedek  - TOO, Hip Comics
- Niwi - Dr. Saterpluis
- Nix - Kinky en Cosy
- Jef Nys - Jommeke, Met Langteen en Schommelbuik voorwaarts

## O
- James O'Barr- The Crow
- Lian Ong - Horizon
- Minck Oosterveer - Zodiak, Nicky Saxx, Ronson Inc., Claudia Brücken
- Aloys Oosterwijk - Willems wereld
- Katsuhiro Otomo  - Akira
- Hans van Oudenaarden  - Bob Evers
- Floris Oudshoorn  - Swamp Thing
- R.F. Outcault - The Yellow Kid

## P
- Eddy Paape  - Jan Kordaat
- Jacky Pals
- Maarten Pathuis - Bielzenblues
- Benoît Peeters  - De Duistere Steden
- Guy Peellaert - Les Aventures de Jodelle, Pravda
- Christian Perrissin (s) - De jonge jaren van Roodbaard
- Peyo (Pierre Culliford)  - Smurfen, Johan en Pirrewiet
- Hans Pieko
- Frans Piët (s+t) - Sjors en Sjimmie
- Pil - Meneerke Peeters
- Michel Plessix - De wind in de wilgen
- Pom (Jozef van Hove) - Piet Pienter en Bert Bibber
- Boris Peeters - Kayeko
- Sam Peeters - Lamelos
- Siem Praamsma - Stokie, Stanny Stamp
- Bart Proost - Alexander De Grote

## Q
- Quino - Mafalda (strip)

## R
- Daniel Redondo (t)
- Richard de Regt - Menner Maandblad
- Marcel Remacle - Prudence Petitpas
- Mark Retera  - DirkJan
- Julio Ribera - Axel Moonshine
- Lona Rietschel - Die Abrafaxe
- Börge Ring - Distel
- Willem Ritstier - Philip J. Bogaard, Soeperman, Gaaibaai, Stanley, Nicky Saxx, Tim Tijdloos, Ronson Inc., Roel Dijkstra
- René Riva (s) - Verhalen van Vroeger
- Jean Roba - Bollie en Billie, De Sliert
- John Romita jr. - Marvel Comics
- John Romita sr. - Spider-Man
- Herman Roozen - Opa
- Grzegorz Rosiński (t)  - Thorgal
- Gerrit Rotman
- Frans Le Roux
- Marnix Rueb - Haagse Harry
- Marcel Ruijters - Dr. Molotow, Troglodytes
- Eddy Ryssack - Brammetje Bram, Opa

## S
- Marc Scherbateyev  - Lavaïda, Nudiske en UH?
- Pe'l Schlechter
- François Schuiten  - De Duistere Steden
- Charles M. Schulz  - Peanuts, Snoopy
- Elzie Segar  - Popeye
- Vicente Segrelles - De Huurling
- Paolo Eleuteri Serpieri - Druuna
- Jean-Claude Servais - Tendre Violette
- Jonathan Shapiro, alias Zapiro
- Gilbert Shelton - Fabulous Furry Freak Brothers
- Joe Shuster - Superman
- Jerry Siegel  - Superman
- Dave Sim  - Cerebus
- Joe Simon - Captain America
- Marc Sleen (Marcel Neels)  - Nero, De Lustige Kapoentjes, De Avonturen van Piet Fluwijn en Bolleke, Doris Dobbel, Pollopof, Oktaaf Keunink, Ronde van Frankrijk, Stropke en Flopke
- Nico Slothouber - De dappere vier ruiken lont
- Peter de Smet - De Generaal
- Jeff Smith - Bone
- George Smits - Verhalen van Jan (Mafprint)
- Ton Smits - Karel Kwiek, Daniel Daazer en Dolly en de juwelenroof.
- Thierry Smolderen - Gipsy
- Benoît Sokal - Inspector Canardo
- Mauricio de Sousa - Mônica, Cascão en meer.
- Art Spiegelman - Maus
- Henk Sprenger (s+t)  - Kick Wilstra
- Frank Springer - Dazzle, Nick Fury, The Adventures of Phoebe Zeit-Geist
- Simon Spruyt
- Dirk Stallaert - Nino, Plankgas en Plastronneke, Mieleke Melleke Mol, Nero
- Jean-Philippe Stassen - Brieven uit de bar, Luis, de Portugees, Thérèse, Deogratias, De kinderen
- Stedho - strips naar boeken van Marc De Bel, Red Rider
- Jeroen Steehouwer - Tolstoj
- Jan Steeman - Noortje
- Theo Steeman - De avonturen van Grijpstra en De Gier
- Wilbert van der Steen - Zon
- Wim Stevenhagen - De familie Doorzon, Sulle Hooms, Roel en zijn beestenboel, Bert J. Prulleman
- Barbara Stok - Barbaraal
- Peter van Straaten  - Vader & Zoon
- Caryl Strzelecki - De kleuren van het getto, De gierenclub
- Joost Swarte - Katoen en Pinbal
- Wim Swerts - Samson en Gert, W817, Ambionix, En daarmee basta ...

## T
- Jacques Tardi - De fantastische avonturen van Isabelle Avondrood, Loopgravenoorlog (strip)
- Didier Tarquin - Lanfeust van Troy
- Thé Tjong-Khing - Arman en Ilva en Student Tijloos
- Tibet  - Rik Ringers, Chick Bill
- Maurice Tillieux  - Guus Slim
- Stephan Timmers  - Mountain Mike
- Jean-Marc van Tol  - Fokke & Sukke
- Tome - Robbedoes en Kwabbernoot, De Kleine Robbe
- Marten Toonder (s+t)  - Avonturen van Tom Poes (Bommelsaga)
- Akira Toriyama - Dragonball
- Mary Tourtel - Bruintje Beer
- Tsai Chih Chung (t) - De Dronken Zwaardvechter, De Dappere Superspeurhond
- Turf  - Het Narrenschip
- Turk (Philippe Liégeois) - Leonardo, Robin Hoed
- Alex Turk  - Mevrouw de Heks
- Typex (Raymond Koot) - De nieuwe avonturen van Kick Wilstra

## U
- Albert Uderzo (t) - Hoempa Pa, Asterix
- Urbanus (s) - Urbanus (strip), Plankgas en Plastronneke, Mieleke Melleke Mol, De Geverniste Vernepelingskes

## V
- Hennie Vaessen - De Slag om Arnhem
- William Vance (t) - XIII
- Willy Vandersteen (s+t) - Suske en Wiske, Bessy, De Rode Ridder, De Familie Snoek, De Geuzen, Jerom (stripreeks), De grappen van Lambik ...
- Fritz Van Den Heuvel - Operatie Vrouwenhart
- Peter Van Gucht - Suske en Wiske
- Jean Van Hamme (s) - Thorgal, XIII, Largo Winch - De nieuwe reeks van Blake en Mortimer
- Erwin Van Pottelberge - De familie Burnout
- Jean-Claude van Rijckeghem - Betty & Dodge, Little England
- Alex Varenne
- Gustave Verbeek - The Upside Downs of Lady Lovekins and Old Man Muffaroo
- Marc Verhaegen (s+t) - Suske en Wiske, Senne en Sanne
- Christian Verhaeghe (t) - Kroniek van de Guldensporenslag
- Henri Vernes (s) - Bob Morane
- Jan Vervoort - Jan Trend, Freezer en Albedil, Pim Perikel, Lila + Merijn, Melior, Elno
- Frédéric Vignaux
- Dick Vlottes (s+t)  Minter en Hinter
- Carol Voges (t)  - De avonturen van Pa Pinkelman
- Toby Vos
- Hendrik J. Vos - De Kat, Castor De Ruimtepionier
- Jan Vriends (t) - Janjaap

## W
- Walli (André Van der Elst) - Chlorophyl, Ton en Tineke
- François Walthéry  - Natasja (stripreeks)
- Marc Wasterlain - Dokter Zwitser
- Gab Weis - Wil
- Gerard van de Werken - TOO, Hip Comics
- Ben Westervoorde - De Muziekbuurters
- Michel Weyland (s+t)  - Aria
- Piet Wijn (t)  - Panda en Douwe Dabbert
- Roelof Wijtsma  - Arin, Roel Dijkstra
- Colin Wilson - De jonge jaren van Blueberry (stripreeks)
- De Wiroja's - Wilbert Plijnaar, Robert van der Kroft en Jan van Die - Sjors en Sjimmie, Claire (stripreeks)
- Peter de Wit - Sigmund

## Z
- Zoran
- Zoran Janjetov
- Sergio Zaniboni, Diabolik
- Zapiro, irl Jonathan Shapiro